# الاتحاد الليتواني لكرة القدم

الشعار السابق للاتحاد

تأسس الاتحاد الليتواني لكرة القدم (بالليتوانية: Lietuvos futbolo federacija) في عام 1922م وانضم إلى الاتحاد الدولي لكرة القدم في 1923م وانضم إلى الاتحاد الأوروبي لكرة القدم في 1992م.